# Carrollwood (Florida)
Carrollwood ist ein census-designated place (CDP) im Hillsborough County im US-Bundesstaat Florida mit 34.352 Einwohnern (Stand: 2020).

## Geographie
Carrollwood grenzt im Südosten direkt an Tampa. Der CDP wird von den Florida State Roads 580 und 597 durchquert bzw. tangiert.

## Demographische Daten
Laut der Volkszählung 2010 verteilten sich die damaligen 33.365 Einwohner auf 15.510 Haushalte. Die Bevölkerungsdichte lag bei 1345,4 Einw./km². 80,8 % der Bevölkerung bezeichneten sich als Weiße, 7,8 % als Afroamerikaner, 0,2 % als Indianer und 3,8 % als Asian Americans. 4,0 % gaben die Angehörigkeit zu einer anderen Ethnie und 3,3 % zu mehreren Ethnien an. 27,4 % der Bevölkerung bestand aus Hispanics oder Latinos.
Im Jahr 2010 lebten in 29,1 % aller Haushalte Kinder unter 18 Jahren sowie 24,9 % aller Haushalte Personen mit mindestens 65 Jahren. 63,3 % der Haushalte waren Familienhaushalte (bestehend aus verheirateten Paaren mit oder ohne Nachkommen bzw. einem Elternteil mit Nachkomme). Die durchschnittliche Größe eines Haushalts lag bei 2,36 Personen und die durchschnittliche Familiengröße bei 2,93 Personen.
22,9 % der Bevölkerung waren jünger als 20 Jahre, 25,2 % waren 20 bis 39 Jahre alt, 31,1 % waren 40 bis 59 Jahre alt und 20,7 % waren mindestens 60 Jahre alt. Das mittlere Alter betrug 41 Jahre. 47,4 % der Bevölkerung waren männlich und 52,6 % weiblich.
Das durchschnittliche Jahreseinkommen lag bei 55.869 $, dabei lebten 11,2 % der Bevölkerung unter der Armutsgrenze.
Im Jahr 2000 war Englisch die Muttersprache von 78,22 % der Bevölkerung, Spanisch sprachen 16,56 % und 5,22 % hatten eine andere Muttersprache.